# 曹鼐墓
曹鼐墓，是明初大臣曹鼐的墓葬，位于中国河北省邢台市宁晋县凤凰镇东王里村。
曹鼐，字万锺，谥文忠，明初宁晋县人。正统十年（1445年）官吏部左侍郎兼学士。正统十四年（1449年）随明英宗亲征，死于土木之变。朝廷为其修建衣冠冢。嘉靖年间，御史蔡叆为其增立神道碑、置祭田五十四亩。文革期間，墓地倖存，成为宁晋现存唯一历史名人墓地。1982年，定为县级文物保护单位。现为河北省文物保护单位。